# László Miske
László Miske, menționat uneori Ladislau Miske sau Vasile Miske, (n. 18 septembrie 1935, Zălan, România – d. martie 2025) a fost un actor maghiar născut în România, care a fost distins cu Premiul Jászai Mari. A făcut parte timp de 27 ani din trupa secției în limba maghiară (Szigligeti Társulat) a Teatrului de Stat din Oradea (1966-1993), iar în 1993 s-a stabilit definitiv în orașul Debrețin din Ungaria, unde a jucat ca actor la Teatrul Csokonai și a predat vorbirea și mișcarea scenică la Facultatea de Muzică a Universității din Debrețin.

## Biografie
S-a născut în 18 septembrie 1935 în satul Zălan din județul Trei Scaune (azi în jud. Covasna). Tatăl său era pastor reformat. A plecat din satul natal pentru a învăța în orașul Cluj, unde exista un teatru maghiar cu o tradiție îndelungată. A absolvit acolo cursurile Liceului Brassai Sámuel (în 1954), după care a vrut să urmeze studii de agronomie, dar, după ce a susținut proba scrisă, a fost declarat respins deoarece se aflase că provenea dintr-o familie de chiaburi. A lucrat un an ca funcționar, după care a dat admitere la Institutul Teologic Protestant din Cluj, unde nu se ținea cont de originea socială. A absolvit studiile teologice în 1960, după care a fost repartizat, la cererea sa, ca pastor reformat în satul Bădeni (jud. Cluj), pentru a fi mai aproape de părinții săi. A slujit timp de doi ani la Bădeni, făcând naveta din orașul Turda, unde locuiau atunci părinții săi.
În 1962 a abandonat cariera preoțească și, atras de teatru, s-a înscris la cursurile Institutului de Teatru „István Szentgyörgyi” din Târgu Mureș, pe care le-a absolvit în 1966. I-a avut colegi de promoție pe Zoltán Bodó, Julia Borbáth, Imre Dobos, Antal Flórián, Éva Moldován, Ádám Rajhona, Imre Szélyes, István Szöke și Ilona Toszó. A fost elev al profesorului György Kovács, pe care l-a evocat astfel: „... nu voi uita niciodată repetițiile cu maestrul Kovács. Ascuns într-un colț al scenei, el te electriza cu privirea, în care citeai clipă de clipă ce ai de făcut, ce e bine și ce nu”.
A fost repartizat, după absolvire, la secția în limba maghiară (Szigligeti Társulat) a Teatrului de Stat din Oradea, unde a jucat din 1966 până în 1993. În ultima parte a acestei perioade a jucat ca actor invitat în spectacole puse în scenă la Teatrul Maghiar de Stat din Cluj-Napoca (1987-1990) și la Teatrul Național din Miskolc (1990-1993). În anul 1993 s-a stabilit definitiv în orașul Debrețin din Ungaria, unde a jucat ca actor la Teatrul Csokonai, a regizat unele spectacole pe scena acelui teatru și a predat vorbirea și mișcarea scenică la Facultatea de Muzică a Universității din Debrețin.
A jucat atât în drame, cât și în comedii, interpretând realist și convingător personaje „robuste, pline de vitalitate” printre care eroi populari, haiduci, personaje istorice și legendare precum Budai Nagy Antal din piesa omonimă a lui Károly Kós, Csongor din Csongor și Tünde de Mihály Vörösmarty, Don César de Bazan din Ruy Blas de Victor Hugo, Eddie Carbone din Vedere de pe pod de Arthur Miller, Stomil în Tango de Sławomir Mrożek, Gore în Mobilă și durere de Teodor Mazilu, Adam în Tragedia omului de Imre Madách, Toldi în Dragostea lui Toldi de György Méhes, Liliom din piesa omonimă a lui Ferenc Molnár, Zoltán Szakhmáry din Chef boieresc de Zsigmond Móricz, Ádám din Cain și Abel de András Sütő, Chiriac din O noapte furtunoasă de I.L. Caragiale, meșterul din În stație de Kao Hsing-chien și James Tyrone din Lungul drum al zilei către noapte de Eugene O'Neill ș.a. Potrivit propriei afirmații, a fost un admirator al teatrului clasic, iar autorii săi preferați au fost Cehov, Shakespeare și Molière.
Miske a jucat, de asemenea, în mai multe filme atât în România, cât și în Ungaria, printre care Angela merge mai departe (1982), în care a jucat rolul muncitorului petrolist Gyuri, care devine partenerul de viață al taximetristei Angela (interpretate de Dorina Lazăr). A mai apărut în roluri secundare în filmele românești Pe aici nu se trece (1975) și Vlad Țepeș (1979), dar și în mai multe filme maghiare precum Ábel Amerikában (1998) și Kisváros (2001).
În 2002 a fost ales cel mai bun actor în rol secundar la Festivalul Național de Teatru de la Pécs. În 2003 a primit Premiul Jászai Mari.
A decedat pe 29 martie 2025, la vârsta de 89 de ani.

## Roluri în piese de teatru
- Ferenc Molnár: Liliom — Liliom
- Zsigmond Móricz: Chef boieresc — Zoltán Szakhmáry

### Teatrul de Stat din Oradea
- Szeressük egymást felnõttek! (cabaret muzical umoristic de Revelion, 1970)
- Sakk-matt (cabaret muzical de Revelion, 1972)
- Mindenki kedvére (cabaret, 1983)
- Szórakozzunk együtt (1985)
- Kabaré'85
- Ezt is megértük! (cabaret, 1992)
- Andor Bajor: După-amiază cenușie — Kis
- Aurel Baranga: Opinia publică — Chitlaru, jurnalist și narator
- Edward Bond: Marea — Hollarcut
- Bertolt Brecht: Švejk în al Doilea Război Mondial — Baloun, fotograf, prietenul lui Švejk
- Mihail Bulgakov: Cabala bigoților — Marchizul d’Orsigny, spadasin, poreclit „Chiorule, fă-ți rugăciunea”
- Viorel Cacoveanu: Sentință pentru martori — Mihai Manea
- Ion Luca Caragiale: Năpasta — Ion
- Ion Luca Caragiale: O scrisoare pierdută — Iordache Brânzovenescu
- Anton Cehov: Unchiul Vania — Mihail Lvovici Astrov, doctor
- Gheorghe Ciprian: Omul cu mârțoaga — stăpânul calului
- Csurka István⁠(d): Deficit — X
- Csurka István⁠(d): Dintele de fier al timpului — Molnár, iubitul Angélei
- Csurka István⁠(d): Döglött aknák — Károly Paál
- Csurka István⁠(d): Nagytakarítás — Lovas
- József Darvas: Szakadék — Ferenc Kovács
- Tamás Deák: Insula fierbinte — Ururutu, șef de trib
- Tamás Deák: Manevrele — Balthazár, militar
- Lucia Demetrius: Trei generații — Alexandru, avocat
- András Dékány – Géza Baróti: Pista Dankó — Matei, fiul lui
- Feodor Dostoievski: Nevasta altuia și un soț sub pat — Sabrin, consilier de stat
- Paul Everac: Piatră la rinichi — Farfuz
- Guillerme Figueiredo: Vulpea și strugurii — stăpânul Xantos, filozof
- Mária Földes: Ce scurtă e vara... — pescarul
- Carlo Goldoni: Impresarul din Smirna — Pasqualino, basist
- Maxim Gorki: Azilul de noapte — Medvedev, polițist
- Gerhart Hauptmann: În amurg — Erich Klamroth, soțul Ottiliei, director al fabricilor lui Clausen
- Victor Hugo: Ruy Blas — Don César de Bazan
- Mircea Radu Iacoban: Sâmbătă la „Veritas” — Victor, directorul general
- Mór Jókai: Az új földesúr — generalul Ankerschmidt
- Benő Karácsony: Latura însorită — Kázmér Felméri
- István Kállai – Szabolcs Fényes: Las' pe tata — Sándor
- István Kocsis: Coroana este din aur — Knox, șeful Bisericii Calvine
- Károly Kós: Budai Nagy Antal — Budai Nagy Antal
- Franz Lehár: Contele de Luxemburg — Worchester
- Imre Madách: Tragedia omului — Adam
- Teodor Mazilu: Mobilă și durere — Gore
- Lajos Mesterházi: A unsprezecea poruncă — Kadács
- György Méhes: Comedie barbară — Golo, războinicul marcoman
- György Méhes: Curbă dublă — Zoltán
- György Méhes: Dragostea lui Toldi — Toldi
- György Méhes: Nu este adevărat că este adevărat — Pál Vajda
- György Méhes: Vagy-vagy — Cibulás
- Kálmán Mikszáth: A Noszty fiú esete... — Malinka, secretarul arhiepiscopului
- Arthur Miller: Toți fiii mei — Joe Keller
- Arthur Miller: Vedere de pe pod — Eddie Carbone
- Alexandru Mirodan: Șeful sectorului suflete — Horațiu
- Zsigmond Móricz: Nu pot trăi fără muzică — Balázs
- Sławomir Mrożek: Tango — Stomil, tatăl
- Endre Nagy: A miniszterelnök — Venczel
- Nathan Richard Nash: Omul care aduce ploaia — Starbuck
- Eugene O'Neill: Din jale se întrupează Electra — Brant, căpitanul corabiei
- Eugene O'Neill: Fire de poet — Cornelius Melody
- Eugene O'Neill: Lungul drum al zilei către noapte — James Tyrone
- Géza Páskándi: Portarul răzbunător — directorul
- Ulrich Plenzdorf: Noile suferințe ale tânărului W. — Addi
- Dumitru Radu Popescu: Acești îngeri triști — clovnul straniu sau tatăl
- Alecu Popovici: Poveste neterminată — un pompier
- Vasile Rebreanu: Fantoma turmelor — președintele
- Mihail Roșcin: Valentin și Valentina — Volodia
- András Salamon: Mezítláb a hóharmatban — maestrul jocului
- Marc Gilbert Sauvajon: Un week-end de adio — John Brownlow
- Peter Shaffer: Vânătoarea regală a soarelui — Vincente Valverde, călugăr dominican
- William Shakespeare: Comedia erorilor — negustor
- William Shakespeare: Măsură pentru măsură — Bernat, deținut
- William Shakespeare: Visul unei nopți de vară — Tezeu, ducele Atenei
- George Bernard Shaw: Discipolul diavolului — Richard Dudgeon
- László Sikli – Sándor Ari Nagy: Rock passió — marele preot
- Ion D. Sîrbu: Arca bunei speranțe — Noe
- Mihail Sorbul: Patima roșie — Castriș
- András Sütő: Bocet vesel pentru un fir de praf rătăcitor — Predicatorul
- András Sütő: Cain și Abel — Adam
- András Sütő: Un leagăn pe cer — Ferenc
- János Székely: Minciună milostivă — scriitorul
- Ede Szigligeti: A lelenc — Bokori
- Géza Tabéry: Álomhajó — Depelotte Lambert, iluzionist
- Áron Tamási: Consolare strămoșească — Ádám Csorja
- Áron Tamási: Frunza fericită de plop — regizorul
- Mihály Vörösmarty: Csongor și Tünde — tânărul erou Csongor
- Dale Wasserman: Zbor deasupra unui cuib de cuci — Bromden
- Lajos Zilahy: A szűz és a gödölye — Perdy
- Lajos Zilahy: Fatornyok — Balázs Kálmány
- Lajos Zilahy: Tűzmadár — Lovasdy, șeful poliției

### Teatrul de Stat din Cluj
- I.L. Caragiale: O noapte furtunoasă — Chiriac
- Aleksandr Gelman: Doi pe o bancă — Férfi
- Kao Hsing-chien: În stație — meșterul
- István Sigmond: Szerelemeső — Ivan

### Teatrul Național din Miskolc
- Anton Cehov: Pescărușul — Șamraev
- Molière: Burghezul gentilom — maestrul de scrimă
- Eugene O'Neill: Lungul drum al zilei către noapte — James Tyrone
- William Shakespeare: Îmblânzirea scorpiei — Baptista Minola
- William Shakespeare: Macbeth — Duncan, regele Scoției

### Teatrul Csokonai din Debrețin
- A sors gyermekei – Oedip
- Honoré de Balzac: A pénz komédiája — antreprenorul Bankovics
- Pál Békés: TÉVÉ - játék — Béni, încărcătorul
- Bertolt Brecht: Mutter Courage și copiii ei — preotul militar
- Anton Cehov: Livada de vișini — Gaev
- Feodor Dostoievski: Idiotul — generalul Epancin
- Marin Držić: Dundo Maroje sau comedia banilor — Sadi, un evreu
- Helen Edmundson: The Clearing — Solomon Winter
- Tibor Farkas: Levélbomba — Tóni (68 ani)
- Georges Feydeau: Puricele în ureche — Augustin Ferraillon
- Nikolai Gogol: Revizorul — Stepan Ilici Uhovertov, executor judecătoresc
- Kornél Hamvai: Márton partjelző fázik — Miholka
- Jaroslav Hašek: Peripețiile soldatului Švejk — colonelul Schröder
- Háy János⁠(d): A Géza-gyerek — Lajos Banda
- Miklós Hubay: Egy szerelem három éjszakája — dr. Lajos Szegilongi, judecător
- Elias Lönnrot: Kalevala — Vejnemöjnen
- Emmerich Kálmán: Csárdáskirálynő — Leopold Mária, duce de Lippert-Weilersheim
- Péter Kárpáti: Tótferi avagy hogy született a világhőse, kinek keresztanyja a Szempétör volt — Tatăl Creator
- Csaba Kiss: Kun László — Mátyus Csák
- Imre Madách: Tragedia omului — Adam, apostolul Petru, patriarhul, împăratul Rudolf
- Molière: Școala femeilor — Arnolphe, cunoscut și ca domnul de la Souche
- Ferenc Molnár: Teatru la castel — Gál
- Zsigmond Móricz: Fii bun până la moarte — directorul liceului
- Zsigmond Móricz: Rubedeniile — primarul
- László Németh: Galilei — Niccolini
- László Németh: Széchenyi — arhiepiscopul Lonovics
- Eugene O'Neill: Din jale se întrupează Electra — generalul Ezra Mannon
- Eugene O'Neill: Luna dezmoșteniților — Phil Hogan
- Ray Rigby: Dealul — inspectorul Wilson
- Jean-Paul Sartre: Kean — actorul Kean
- Friedrich Schiller: Maria Stuart — William Cecil, baronul de Burleigh
- Peter Shaffer: Equus — Harry Dalton, proprietarul grajdurilor
- William Shakespeare: Hamlet — Polonius
- William Shakespeare: Iulius Cezar — Iulius Cezar
- William Shakespeare: Othello — Brabantio
- William Shakespeare: Pericle, Prinț al Tironului — Simonides
- William Shakespeare: Regele Lear — contele de Kent
- William Shakespeare: Visul unei nopți de vară — Egeu
- Sam Spewack: Sărută-mă, Kate! — actorul Harry Trevor
- András Sütő: Formidabilul Ghedeon — Simeon
- Magda Szabó: A macskák szerdája — profesorul Szilágyi
- Magda Szabó: És ha mégis, uram? (Béla király) — palatin
- Magda Szabó: Kiálts, város! — senatorul Idősb Portörő
- János Székely: Caligula helytartója — Agrippa I
- Ernő Szép: Patika — dl Jegyző
- Géza Szőcs: Liberté '56 — Béla, clientul din bar
- Áron Tamási: Csalóka szivárvány — fermierul Bálint Czintos
- Áron Tamási: Ősvigasztalás — Ádám Csorja, székely ősgyökér
- László Teleki: Kegyenc — Hulgentius
- Miklós Tóth-Máthé: Méliusz — Ferenc Dávid
- Dale Wasserman: Zbor deasupra unui cuib de cuci — Bromden
- Tennessee Williams: Pisica pe acoperișul fierbinte — Big Daddy

## Filmografie

### Filme de cinema
- Ítélet (1970)
- Pe aici nu se trece (1975) — general horthyst
- Vlad Țepeș (1979) — boier
- Angela merge mai departe (1982) — muncitorul petrolist Gyuri
- Expediția (1989)
- Honfoglalás⁠(d) (1996)
- A rózsa vére (1998)
- Sacra Corona (2001)
- A miskolci boniésklájd (2004)
- Liberté '56 (2006)
- Nu aștepta prea mult de la sfârșitul lumii (2023)

### Filme de televiziune
- A templomos lovagok kincse (1992)
- Kismadár (1993)
- Ábel a rengetegben (1994)
- Ábel Amerikában (1998)
- Kisváros (2001)
- Méhek tánca (2007)
- Estére mindig leszáll a köd (2007)
- A rögöcsei csoda (2013)

## Galerie

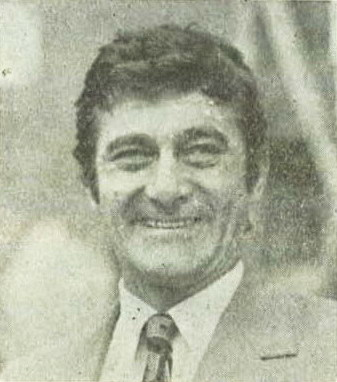
László Miske în 1983
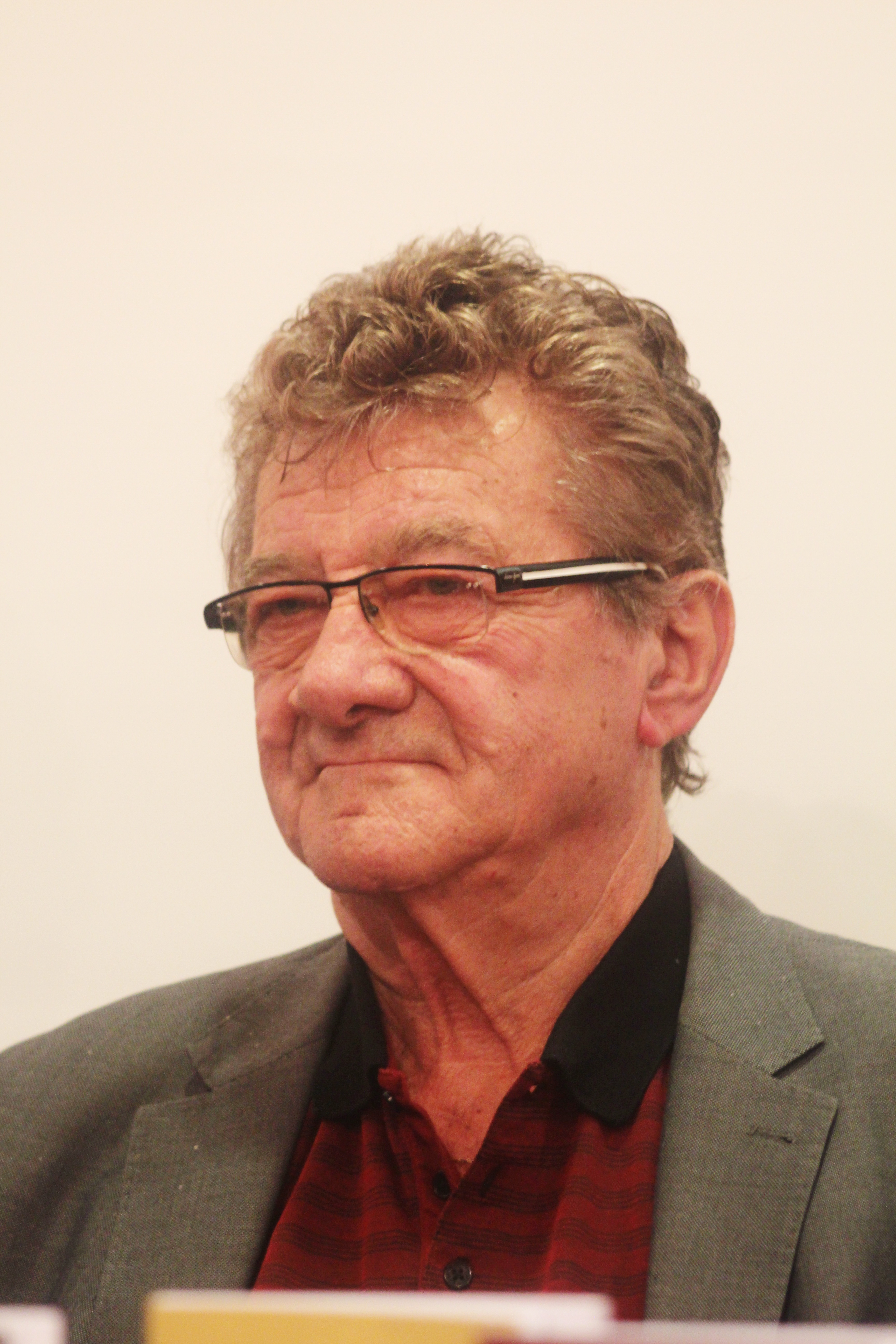
László Miske în 2014